# Edraianthus horvatii
Edraianthus horvatii Lakušić – gatunek rośliny z rodziny dzwonkowatych (Campanulaceae Juss.). Występuje naturalnie we Włoszech (łącznie z Sycylią), na Malcie, w Słowenii, Chorwacji, Bośni i Hercegowinie, Serbii, Czarnogórze, Macedonii Północnej, Albanii, Grecji, Bułgarii oraz Rumunii (zachodnio-środkowa część). Rośnie między innymi na terenie albańskiego Parku Narodowego Prespa oraz macedońskiego Parku Narodowego Galiczicy.

## Taksonomia
Gatunek po raz pierwszy został opisany w 1974 roku. Holotyp pochodził z masywu Galiczica w Macedonii. Rósł na wysokości między 1600 a 2000 m n.p.m., na podłożu wapiennym.

## Morfologia
PokrójBylina dorastająca do około 10 cm wysokości.
LiścieSą zebrane w różyczkę. Liście odziomkowe mają liniowo-lancetowaty kształt.
KwiatyZebrane są po 3–8 w wyprostowanych kwiatostanach. Korona kwiatu dorasta do 15–30 mm długości. Ma dzwonkowaty kształt i niebieskawofioletową barwę.

## Biologia i ekologia
Rośnie w szczelinach skalnych i na półkach wapiennych ścian w strefie subalpejskiej i alpejskiej. Występuje na wysokości od 1100 do 2200 m n.p.m. Kwitnie od połowy czerwca do połowy lipca, w zależności od wysokości i ekspozycji. Najczęściej dzieli środowisko z takimi gatunkami jak: Arabis bryoides, Asperula doerfleri, ozorka zielona (Coeloglossum viride), Oxytropis dinarica, Oxytropis purpurea, Sempervivum ciliosum, Sideritis raeseri, Thlaspi bellidifolium i Viola eximia oraz przedstawiciele rodzaju skalnica (Saxifraga).
Roślina wymaga pełnego słońca. Preferuje dobrze przepuszczalne, wapienne podłoże.
Rozmnaża się przez nasiona lub sadzonki.